# Runaway / My Girlfriend
Runaway / My Girlfriend (YUCHUN from 東方神起) là đĩa đơn tiếng Nhật thứ mười tám của Tohoshinki, phát hành vào ngày 13 tháng 2 năm 2008 bởi Rhythm Zone. Đây là đĩa đơn thứ hai trong dự án T.R.I.C.K. từ trong album "T".

## Danh sách bài hát

### CD
| STT              | Nhan đề                      | Phổ lời          | Phổ nhạc         | Thời lượng |
| ---------------- | ---------------------------- | ---------------- | ---------------- | ---------- |
| 1.               | "Runaway"                    | H.U.B            | AKIRA            | 3:30       |
| 2.               | "My Girlfriend"              | YUCHUN           | JUN SUYAMA       | 4:10       |
| 3.               | "Runaway (Less Vocal)"       |                  |                  | 3:30       |
| 4.               | "My Girlfriend (Less Vocal)" |                  |                  | 4:10       |
| Tổng thời lượng: | Tổng thời lượng:             | Tổng thời lượng: | Tổng thời lượng: | 15:20      |

## Xếp hạng

### OriconSales Chart (Nhật Bản)
| Phát hành           | Bảng xếp hạng                | Thứ hạng cao nhất | Tổng lượng bán ra |
| ------------------- | ---------------------------- | ----------------- | ----------------- |
| 13 tháng 2 năm 2008 | Oricon Daily Singles Chart   | 4                 |                   |
| 13 tháng 2 năm 2008 | Oricon Weekly Singles Chart  | 8                 | 18,371            |
| 13 tháng 2 năm 2008 | Oricon Monthly Singles Chart |                   |                   |
| 13 tháng 2 năm 2008 | Oricon Yearly Singles Chart  | 282               | 26,070            |

### Korea Top 20 Foreign Albums & Singles
| Phát hành           | Bảng xếp hạng          | Thứ hạng cao nhất | Tổng lượng bán ra |
| ------------------- | ---------------------- | ----------------- | ----------------- |
| 20 tháng 2 năm 2008 | February Monthly Chart | 4                 | 7,000             |
| 20 tháng 2 năm 2008 | March Monthly Chart    | 4                 | 3,674             |

## Ngày phát hành
| Ngày                | Quốc gia | Định dạng           | Nhãn đĩa         |
| ------------------- | -------- | ------------------- | ---------------- |
| 13 tháng 2 năm 2008 | Nhật Bản | CD digital download | Rhythm Zone      |
| 20 tháng 2 năm 2008 | Hàn Quốc | CD digital download | SM Entertainment |